# Pipistrellus simandouensis
Pipistrellus simandouensis — вид рукокрилих ссавців з родини лиликових.

## Таксономічна примітка
Таксон нещодавно описаний.

## Поширення
Країни проживання: Гвінея, Ліберія.